# Chat à poil long

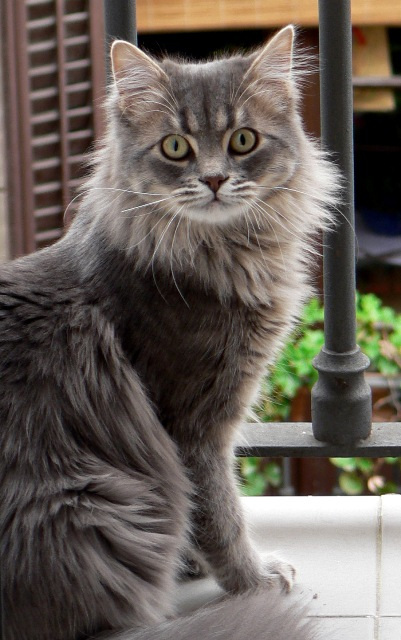
Chat de gouttière à poil long.

Un chat à poil long est un chat dont la fourrure possède des poils longs à mi-longs. La seule race à poil long est le persan qui comprend de nombreuses variétés en termes de couleur. L'ensemble des autres races de chats, ainsi que des chats de gouttières sont considérés comme à poil mi-long en félinotechnie.

## Génétique
Le gène "poil long" est récessif. L'origine du "poil long" serait d'Asie mineure. Le gène se serait par la suite répandu, et aurait été un avantage dans les milieux froids comme pour les races norvégien ou maine coon.
Les chats à poil long, dont le persan, sont plus sujets à une fluctuation du nombre de portées en fonction de la saison : un pic de reproduction se produit au printemps et une période d'anœstrus en automne. Toutefois, il est possible de minimiser cette variation en augmentant le temps d'exposition à la lumière de la chatte.

## Histoire
Pietro della Valle aurait ramené en Italie des chats à poil long, qui n'existaient pas en Europe, de ses voyages en Perse durant le XVIe siècle. Par ce biais, il se serait d'abord reproduit en Italie, puis introduit en France où il est apprécié par les femmes de la bourgeoisie. L'initiateur de la mode des chats aux longs poils en Europe a été Nicolas-Claude Fabri de Peiresc (1580 - 1637), conseiller au Parlement d'Aix-en-Provence, qui en introduisit un couple en France. Il avait fait venir des chats de Damas comme des curiosités.